# Людмила Гурченко (телесериал)
«Людмила Гурченко» — российский шестнадцатисерийный фильм, рассказывающий о судьбе известной народной артистки СССР Людмилы Гурченко, снятый режиссёром Сергеем Алдониным. Главную роль в телесериале сыграла Юлия Пересильд. Фильм снят на основе автобиографических книг актрисы «Моё взрослое детство» (1982), «Аплодисменты» (1987) и «Люся, стоп!» (2002). Премьера телесериала состоялась на канале «Россия-1» 9 ноября 2015 года и была приурочена к 80-летию со дня рождения актрисы.

## Сюжет
Действие охватывает период жизни Гурченко начиная с её поездки учиться в Москву в 1953 году и заканчивая рождением первого внука Марка в 1982 году. Отдельными повествованиями показаны краткое вступление (начинающееся в день её рождения в 1935 году) и представленный в виде флешбека период детства Гурченко в Харькове во время немецкой оккупации.

## В ролях
- Юлия Пересильд — Людмила Гурченко
  - Светлана Осадченко — Людмила в детстве
- Николай Добрынин — Марк Гурченко
- Лидия Матасова — Елена «Лёля» Симонова-Гурченко
  - Надежда Михалкова — Елена в молодости
- Николай Расторгуев — Марк Бернес
- Пётр Красилов — Борис, брат Лёли
- Екатерина Климова — Валентина «Вали» Радченко
- Рамиля Искандер — Зинаида Кириенко
- Илья Исаев — Василий Ордынский, первый муж
- Тимур Орагвелидзе — Борис Андроникашвили, второй муж
- Станислав Беляев — Александр Фадеев, третий муж
- Евгений Миллер — Вадим Орлов, четвёртый муж (прототип — Иосиф Кобзон)
- Михаил Химичев — Константин Купервейс, пятый муж
- Сергей Петров — Константин Симонов
- Ольга Тумайкина — Кира Андроникашвили
- Семён Шкаликов — Аркадий Новицкий (прототип — Владимир Высоцкий)
- Олег Чернов — Анатолий Михайлович Морда
- Максим Литовченко — Юрий Никулин
- Андрей Курносов — Эльдар Рязанов
- Василий Мищенко — Иван Пырьев
- Павел Ващилин — Юрий Белов
- Татьяна Лютаева — Тамара Макарова
- Александр Тютин — Сергей Герасимов
- Андрей Леонов — Игорь Ильинский
- Ольга Науменко — Ангелина Степанова
- Фёдор Малышев — Никита Михалков
- Алексей Франдетти — Андрей Кончаловский
- Юрий Нифонтов — Семён
- Андрей Кузичёв — Виктор Трегубович
- Игорь Марычев — Алексей Герман
- Владимир Довжик — Ян Фрид
- Сергей Суслов — капитан-интендант
- Юлия Чебакова — Екатерина Фурцева
- Андрей Гусев — Олег Ефремов
- Георгий Лежава — Игорь Кваша
- Константин Богданов — Петр Тодоровский
- Василий Слюсаренко — Сергей Шакуров
- Наталия Потапова — мать Славы
- Александра Бортич — Мария Андроникашвили
  - Евгения Хомжукова — Мария в детстве
  - Ольга Баранова — Мария-подросток

## История создания
Первая информация о готовящихся съёмках появилась в конце 2013 года. Сообщалось, что главную роль в новом сериале сыграет Нонна Гришаева, а сам сериал выйдет в конце 2014 года.
В начале 2014 года появилась информация о том, что создатели сериала ведут переговоры с мужем покойной актрисы Сергеем Сениным. Сообщалось также, что сценарий сериала под рабочим названием «Любимая женщина» написал Кирилл Крастошевский.
В сентябре 2014 года портал Tele.ru подтвердил информацию о том, что на главную роль в сериале выбрана Юлия Пересильд. Также было анонсировано участие в сериале Надежды Михалковой, Николая Расторгуева и Павла Деревянко, но он не участвовал в этом телепроекте. Изначально роль Никиты Михалкова должен был сыграть его сын Артём, однако роль исполнил Фёдор Малышев. Сообщалось, что съемки сериала начнутся в октябре 2014 года.
Съемки сериала начались в июле 2015 года в Санкт-Петербурге. Газета «Комсомольская правда» писала, что съёмки проходят в Москве, Санкт-Петербурге и Выборге и что в сериале будет показана жизнь актрисы до середины восьмидесятых.
По результатам опроса читателей сайта kino-teatr.ru сериал занял восьмое место среди российских сериалов 2015 года.

## Мнение критиков
Игорь Карев, обозреватель Газеты.Ru, назвал безусловной удачей фильма подбор актёров: отметив как исполнительницу главной роли, хоть и не слишком похожую на Гурченко внешне, но хорошо передающую её темперамент, так и исполнителей второстепенных персонажей, списанных с реальных людей. Он также отметил сходство настроения и атмосферы фильма с картиной «Оттепель».
Валерий Кичин в Российской газете также заметив точность передачи характера героини Юлией Пересильд, указал, однако, что песенные и танцевальные номера ей не удались. Как главное достоинство фильма он отметил такие качества, как «пиететное, трепетное отношение к героине, искренняя к ней любовь, которая и сообщает любым, даже рискованным эпизодам единственно верный угол зрения», а основной проблемой, оттолкнувшей многих зрителей, то, что сыграть великих артистов попросту невозможно, и, предположив, что если бы фильм сохранил узнаваемость Гурченко и других героев, но представил бы их под другими именами, он бы от этого только выиграл.